# Jan Evangelista Chadt-Ševětínský
 Jan Evangelista Chadt-Ševětínský  (ur. 26 lutego 1860 w Kubova Huť, zm. 15 marca 1925 w Pradze) – czeski ekspert leśny, drzewoznawca i botanik.

## Biogram
Po ukończeniu szkoły realnej oraz Szkoły Gospodarczej i Leśnej w Píseku był do 1924 leśniczym w okolicach Vimperka, Lovosic i Trzebonia. Potem w latach 1898-1924 w miejscowości Obora u Loun, gdzie w 1920 r. został głównym leśniczym.
Z 1923 r. docent leśnictwa w Wyższej Szkole Inżynierii Rolnej i Leśnej przy ČVUT w Pradze. Rok później członek Czechosłowackiej Akademii Rolniczej.
Pionier naturalnej odnowy lasów w Czechach i propagator lasów mieszanych oraz uprawy autentycznych gatunków roślin leśnych.
Współpracownik encyklopedii Ottův slovník naučný.
Autor wielu książek, np. Založené herbáře (1886), Lesní půdoznalství (1887), Zalesňování holin (1890), Dřeviny jehličnaté v Čechách (1894), Dějiny lovu a lovectví v Čechách, na Moravě a ve Slezsku (1909-13), Brtnictví (1913), Dějiny lesů a lesnictví (1913).